# 王宋大
王宋大（1935年12月—），男，广东普宁人，泰国歸僑，中华人民共和国政治人物，曾任中国致公党中央委员会秘书长、副主席，中华全国归国华侨联合会副主席。

## 生平
1998年3月，第九届全国人大第一次会议上，他当选全国人民代表大会常务委员会委员。